# Émilie de Villeneuve
Svatá Émilie de Villeneuve (9. března 1811 Toulouse – 2. října 1854 Castres) byla francouzská řeholnice a zakladatelka kongregace Sester Panny Marie Neposkvrněného početí z Castres.

## Život
Narodila se 9. března 1811 v Toulouse jako Jeanne-Emilie de Villeneuve. Od útlého věku žila na hradu Hauterive poblíž Castres. Když jí bylo 14 let, zemřela jí matka. Po smrti její matky žila nějaký čas u své babičky v Toulouse, která jí podporovala ve vzdělání. V 19 letech se vrátila zpět na hrad.
V pozdějším věku měla úmysl připojit se k Společnosti Dcer křesťanské lásky sv. Vincenta de Paul. Během doby, kdy se rozhodovala, vytvořila 8. prosince 1836 se souhlasem biskupa s dvěma ženami kongregaci Sester Panny Marie Neposkvrněného početí z Castres. Řeholní komunita se později stal známá jako "Modré sestry z Castres" (z důvodu jejich modrého hábitu).
Se svými společníky sloužila chudým, mladým pracovníkům, nemocným lidem, prostitutkám, kteří byli odsouzeni ve vězení. Vliv kongregace se rozvinul až do Afriky.
Émilie vyzvala ostatní lidi, aby se staly misionáři, a vyzývala je k odvaze postavit se za spravedlnost, mír a respekt.
Nakazila se během epidemie cholery a zemřela 2. října 1854 ve věku třiačtyřiceti let. Je pohřbena v kostele sv. Jakuba v Castres.

## Proces svatořečení
Proces byl zahájen 25. srpna 1948 v diecézi Albi.
Dne 6. července 1991 papež Jan Pavel II. uznal její hrdinské ctnosti a tím získala titul Ctihodná.
Dne 17. prosince 2007 byl uznán zázrak na její přímluvu: v únoru 1995 byla mladá africká dívka Binta Diaby hospitalizována v nemocnici v Barceloně a na přímluvu Boží Služebnice byla vyléčena z akutního zánětu pobřišnice. K uzdravení došlo při návštěvě mladé ženy, která byla spjata s modrými sestrami a pro přání uzdravení dívky se začala modlit novénu k Boží Služebnici Émilii. Zdravotní prohlídka neuměla vysvětlit záhadné uzdravení.
Blahořečena byla 5. července 2009 papežem Benediktem XVI.
Dne 6. prosince 2014 byl uznán druhý zázrak na její přímluvu: jednalo se o uzdravení malé dívky Emilly z Orocó v Brazílii. Dne 5. května 2008, když jí bylo skoro 9 měsíců, si hrála s drátem elektrického ventilátoru a dostala elektrický šok. O osm minut později byla nalezena paralyzovaná. Našla se bez známek života. Poté byla oživována. Ve dnech 21.–29. května 2008 jí byla čtena novéna k blahoslavené Émilii a dívka byla uzdravena.
Svatořečena byla 17. května 2015 papežem Františkem.